# Criminales de guerra (película de 1946)
Criminales de guerra   es una película documental de Argentina en blanco y negro  dirigida por Júpiter Perruzi que se estrenó el 3 de enero de 1946 y que se refiere al nazismo y sus crímenes contra la humanidad.

## Producción
Fue armado con trozos de noticieros internacionales al que se agregaron comentarios en español y carteles y mapas ilustrativos. fue anunciada como similar al documental exhibido en el Juicio de Núremberg ante los nazis acusados en ese Tribunal.

## Comentario
El Heraldo del Cinematografista dijo del filme:

"Por su originalidad y por recopilar las escenas de mayor trascendencia de los últimos años, esta producción puede alcanzar un valor comercial relativamente elevado."